# Драган Пауновић (шахиста)
Драган Пауновић (Београд; 8. новембар 1961 — Луго, 19. мај 2016) био је српски шаховски велемајстор.

## Шаховска каријера
Драган Пауновић је стекао титулу међународног мајстора 1984. и велемајсторску титулу 2007.
Вишеструки је учесник екипних првенстава Југославије у саставу ова четири клуба:
- Шаховски клуб „Партизан”, Београд (1976-1980, 1982-1984, 1988-1990, 1993)
- Шаховски клуб „Црвена звезда”, Београд (1985-1987)
- Шаховски клуб Београд (1991-1992)
- Шаховски клуб "Борац Сточар банка Чачак" (1996-1998, 2000-2002)

Екипно је освојио 12 медаља, од којих 6 златних (1978-1980, 1989, 1992, 2001), 3 сребрних (1976-1977, 1984) и 3 бронзаних (1990, 1998, 2002). Освојио је и 4 медаље у појединачној конкуренцији, од којих 2 златне (1992. и 2001. оба пута на 6. табли) и 2 сребрне (1986. на 2. табли и 1988. на 4. табли).
На међународном плану, прве успехе је постигао крајем 1970-их. Као члан омладинске репрезентације Југославије освојио је 11. Балканијаду (1979), а освојио је и злато у појединачној конкуренцији. Две године раније постао је освајач сребрне екипне медаље на овом такмичењу.
У саставу репрезентације Југославије, освојио је сребрну медаљу на Митропа купу 1984. када је играо на четвртој табли и имао три победе, два ремија и један пораз.
1988. учествовао је на квалификационом турниру за Светски шаховски куп, који је одржавало Удружење велемајстора. У крајњем пласману поделио је од 100. до 149. места.
У новембру 2011. постао је шампион Ваљадолид Интернационал Опен турнира у брзопотезном шаху са 7 поена од 8 партија, након што је у последњем колу победио Бориса Злотника. У августу 2013. у Понтеведри (Шпанија) освојио је Интернационал Опен турнир са 7 бодова од 9 партија. У мају 2015. у Коимбри (Португалија) освојио је Интернационал опен турнир "Куеима дас Фитас" са 6½ поена из 7 партија.
На рејтинг листи Међународне шаховске федерације (ФИДЕ) од маја 2016. Пауновић је имао Ело рејтинг од 2439 поена, што га је тада чинило 39. (активним) играчем из Србије. Његов највећи Ело рејтинг био је 2559. поена, на листи из септембра 2010. (415. позиција у свету).

## Смрт
Последњих година је живео у Чантади(северозападни део Шпаније). Умро је од анеуризме 19. маја 2016. два дана након што је учествовао на турниру у Љукмајору, где је освојио 6 поена из 9 партија и заузео 19. место од 177 учесника.
Од 2017. Шаховски савез Београда одржава шаховски турнир Меморијал Драгана Пауновића.